# Paracentrophyes praedictus
Paracentrophyes praedictus is een soort in de taxonomische indeling van de stekelwormen.
De diersoort behoort tot het geslacht Paracentrophyes en behoort tot de familie Neocentrophyidae. De wetenschappelijke naam van de soort werd voor het eerst geldig gepubliceerd in 1983 door Higgins.